# Pfarrkirche Gastern

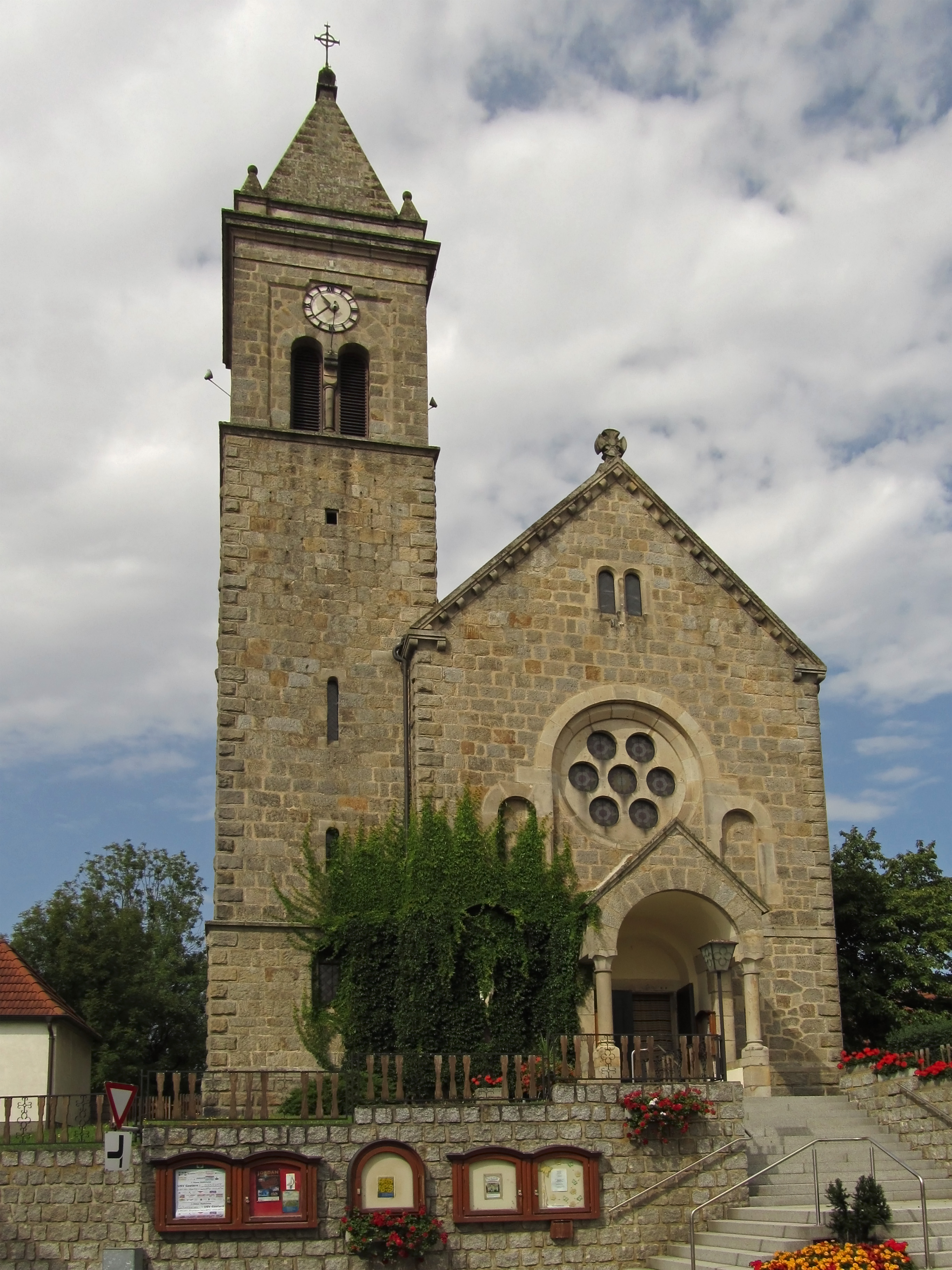
Katholische Pfarrkirche hl. Martin in Gastern

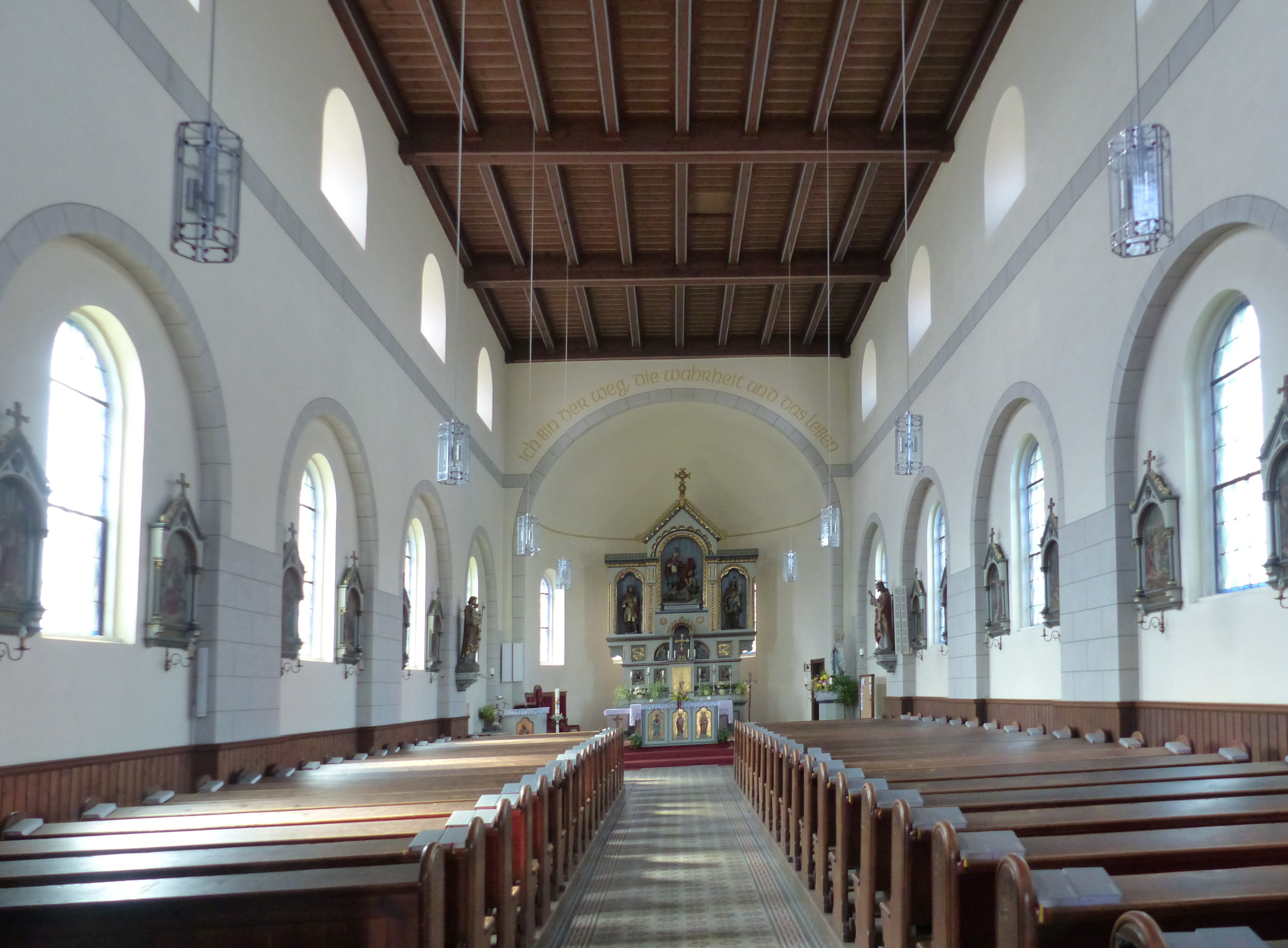
Langhaus, Blick zum Chor

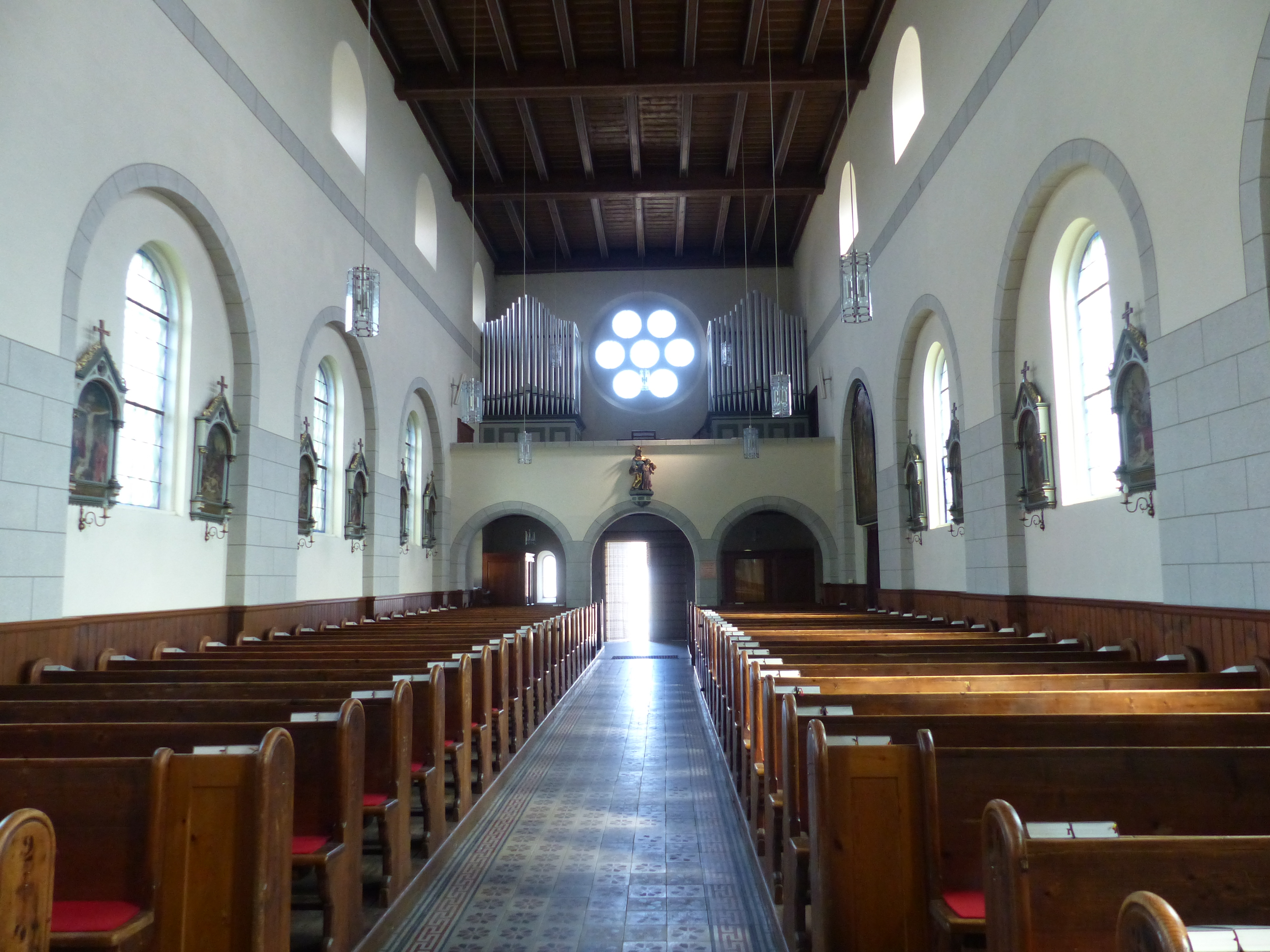
Langhaus, Blick zur Orgelempore

Die Pfarrkirche Gastern steht etwas erhöht im Südwesten des Ortes Gastern in der Marktgemeinde Gastern im Bezirk Waidhofen an der Thaya in Niederösterreich. Die dem heiligen Martin von Tours geweihte römisch-katholische Pfarrkirche gehört zum Dekanat Waidhofen an der Thaya in der Diözese St. Pölten. Die Kirche steht unter Denkmalschutz (Listeneintrag).

## Geschichte
Der Ort ist eine Stiftung vom Stift Garsten. Urkundlich wurde um 1180 eine Kirche genannt. Urkundlich 1327 eine Filiale der Pfarrkirche Thaya wurde die Kirche 1784 zur Pfarrkirche erhoben.
1904/1905 erfolgte ein Neubau der Pfarrkirche unter der Bauleitung von Richard Jordan. Restaurierungen waren 1936, 1951 und 1978.

## Architektur
Die gewestete neoromanische Saalkirche mit einem seitlichen Frontturm zeigt sich mit unverputzten Granitquadern.
Das Kirchenäußere zeigt Rundbogen- und Kreisfenster unter dem abschließenden Konsolgesims. Die Giebelfront zeigt eine aufwendigere Fenstergruppe. Die Kirche hat im Osten und Süden übergiebelte tonnengewölbte Portalvorbauten auf Säulen. Der Turm an der südöstlichen Ecke hat im etwas eingezogenen Glockengeschoß gekuppelte Schallfenster und trägt einen Pyramidenhelm gleichfalls aus Granitsteinen.
Das Kircheninnere zeigt sich als schlichtes langgestrecktes Langhaus unter einer Holzbalkendecke mit einer wenig eingezogenen Apsis.

## Ausstattung
Der Hochaltar als neoromanistischer Schrein aus der Bauzeit trägt die Statuen Leopold, Martin, Floria, die Predellenreliefs zeigen alttestamentliche Halbfiguren.
Die Evangelistenreliefs der ehemaligen Kanzel befinden sich heute am Volksaltar (Markus, Lukas, Johannes) und am Ambo (Matthäus).
Die Orgel bauten die Gebrüder Mauracher 1951.